# Russ Millions
Shylo Batchelor Ashby Milwood (Deptford, 1996. március 20. –) művésznevén Russ Millions brit rapper. 2018 decemberében kiadta a Gun Lean című kislemezét a Virgin Recordsnál. A szám a 9. helyezést érte el a UK Singles Chart-on, és ez lett az első UK Drill szám amely bejutott a legjobb 10 közé. A tánc, amit Russ a klipben előad, "táncőrület" lett, és olyan focisták utánozták, mint Jesse Lingard. A The Guardian a 10. helyre sorolta a "legnagyobb popzenei táncőrület" listáján.

## Diszkográfia

### Stúdióalbumok
- 2023 - One Of A Kind
- 2024 - Shylo

### EP-k
- 2020 – Russ Hour
- 2020 – My Son: The EP

### Kislemezek
- 2018 – Trick or Treat (feat. LATTZ)
- 2018 – Gun Lean
- 2019 – Keisha & Becky (con Tion Wayne)
- 2019 – Mr Sheeen (con Digga D)
- 2019 – VidaLoca (con Pressa & Taze)
- 2021 – Body (con Tion Wayne)
- 2021 – Big Shark
- 2021 – 6:30